# Dorfkirche Hindenburg (Hohenberg-Krusemark)

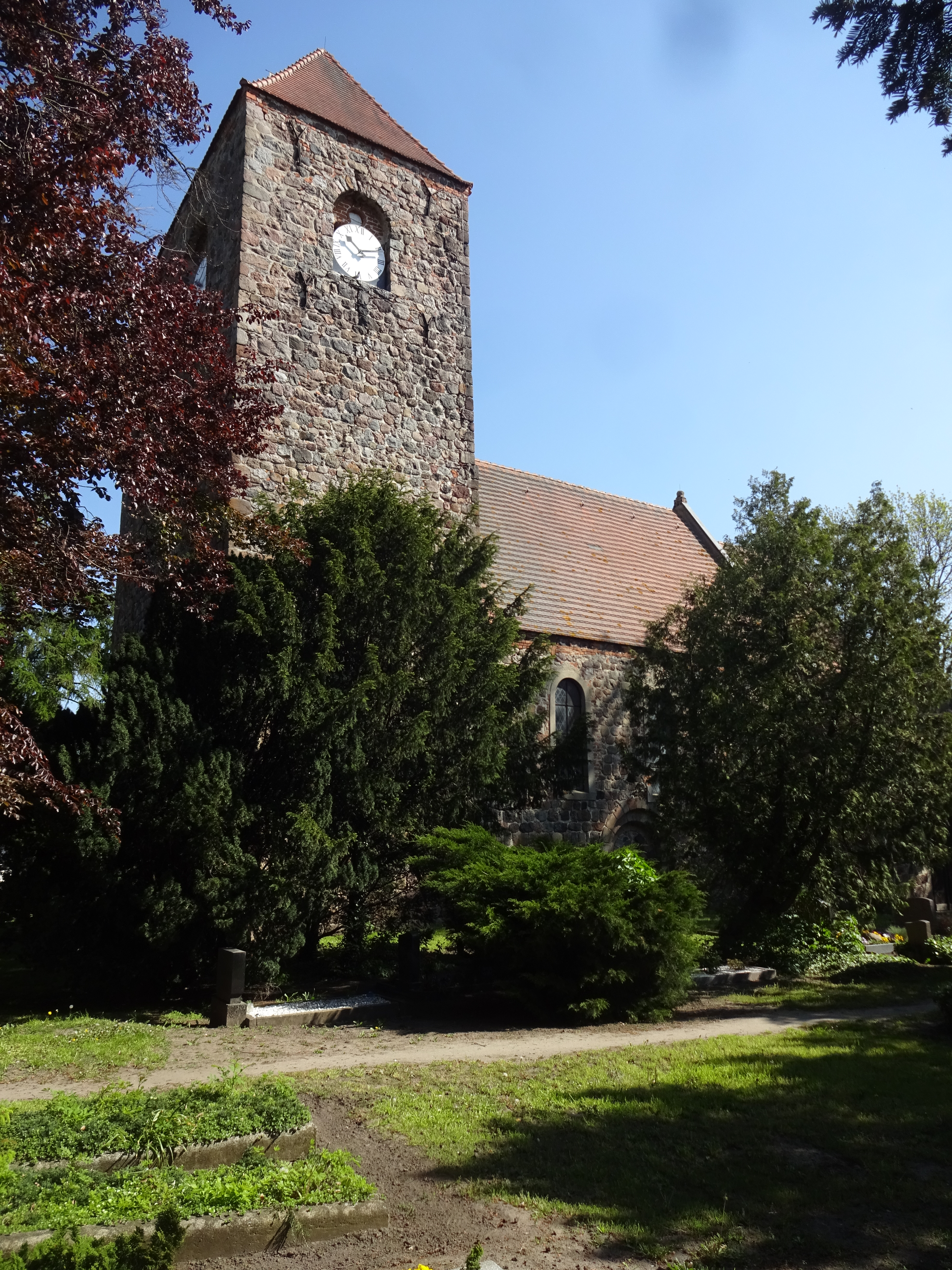
Kirche in Hindenburg

Die evangelische Dorfkirche Hindenburg ist eine romanische Saalkirche im Ortsteil Hindenburg von Hohenberg-Krusemark im Landkreis Stendal in Sachsen-Anhalt. Sie gehört zum Pfarrbereich Königsmark im Kirchenkreis Stendal der Evangelischen Kirche in Mitteldeutschland. Sie ist für Fahrradfahrer über den Elberadweg gut zu erreichen.

## Geschichte und Architektur
Die Kirche ist ein regelmäßiges spätromanisches Feldsteinbauwerk, das aus einem mächtigen Westquerturm, einem gleich breiten Schiff, einem quadratischen Chor und einer halbkreisförmigen Apsis vom Ende des 12. Jahrhunderts besteht (Vollständige Anlage). Das sorgfältig verfugte Mauerwerk ist weitgehend ungestört erhalten. Das Bauwerk wurde nach einem Brand im Jahr 1806 wiederhergestellt und in den Jahren 1911 und 1999 restauriert. Die drei Fenster der Apsis sind vermauert, die übrigen wurden in der ersten Hälfte des 18. Jahrhunderts erweitert. In den rundbogigen Schallöffnungen des Turms sind aus Backstein gemauerte Säulchen eingestellt, die teils Rundbögen, teils spitze Dreipassbögen tragen. Die abgetreppten, jetzt vermauerten Portale an der Nord- und Südseite des Schiffs sowie das südliche Chorportal mit Kämpfer und Platte sind sehr sorgfältig gesetzt. Das Westportal stammt aus dem Jahr 1911. Ähnliche Kämpfer sind im Innern an Apsis und Triumphbogen zu finden. Innen ist das Bauwerk flachgedeckt.
Die Dorfkirche steht unter Denkmalschutz und ist als Baudenkmal mit der Erfassungsnummer 094 83498 im Denkmalverzeichnis von Sachsen-Anhalt registriert.

## Ausstattung
Die Ausstattung stammt im Wesentlichen vom Ende des 19. Jahrhunderts. Zwei spätgotische Reliefs stammen von einem Schnitzaltar vom Ende des 15. Jahrhunderts, sie stellen die Verkündigung und die Heimsuchung dar. Zwei Apostelfiguren aus der ersten Hälfte des 18. Jahrhunderts stammen vom 1806 zerstörten Barockaltar.
Mehrere Grabsteine und Epitaphe wurden aus der ruinierten Kirche in Käcklitz hierher gebracht, darunter künstlerisch beachtliche Figurengrabsteine für Gabriel von Pieperlin († 1629) und für Georg von Pieberlin, etwa gleichzeitig, mit unleserlicher Jahreszahl. Beide sind im Typ gleich, sie stellen den gerüsteten lebensgroßen Verstorbenen in Schrittstellung dar, die Rechte in die Seite gestemmt, vor einer perspektivischen Rundbogennische, umgeben von einer Ahnenprobe. Weitere Epitaphe erinnern an Abraham von Pieverling († 1690) in Sandstein, mit barocker Ädikula mit Sprenggiebel, in der Mitte dreiviertelplastisches, halbfiguriges Bildnis des Verstorbenen, umgeben von einer Ahnenprobe; für Abraham Ludwig von Pieverling, Deichhauptmann der Altmark († 1748) mit einer Rokokokartusche, seitlich stehend sehr sorgfältig gestaltete Allegorien, bekrönt von einem Putto mit gemaltem Bildnis des Verstorbenen.